# Nobody
V mnohých unixových operačních systémech je nobody obvyklým uživatelským jménem uživatelského účtu, který nevlastní žádné soubory, není v žádných privilegovaných uživatelských skupinách a nemá žádné oprávnění s výjimkou těch, které má každý další uživatel. Některé systémy také definují obdobnou skupinu s názvem nogroup.

## Použití
Jednu dobu byl účet nobody používán ke spouštění deamonů za účelem snížení množství škod, které může útočník po získání kontroly nad deamonem způsobit. Užitečnost této techniky je ale redukována, pokud je spuštěn tímto způsobem více, než jeden démon. V této situaci totiž útočník získá kontrolu nad všemi démony poté, co se dostane alespoň do jednoho. Důvodem je to, že procesy vlastněné jedním uživatelem mají právo zasílat signály dalším procesům vlastněným tím samým uživatelem a použití ladicích funkcí k přečtení nebo dokonce modifikování paměti ostatních. Novějším způsobem jak zajistit vyšší bezpečnost je spouštěn každý démon pod odděleným účtem.